# Katarzyna Szczepańska-Woszczyna
Katarzyna Szczepańska-Woszczyna – polski naukowiec, doktor habilitowany nauk o zarządaniu, prorektor Akademii WSB ds. Nauki i Kształcenia, profesor w Katerze Zarządzania Akademii WSB. 

## Życiorys
Z Akademią WSB związana od 1997 r., od 2020 prorektor ds. Nauki i Kształcenia Akademii WSB; W latach 2010–2019 prorektor WSB ds. kształcenia i współpracy międzynarodowej. 
Zastępca Redaktora Naczelnego międzynarodowego czasopisma Forum Scientiae Oeconomia. Członek zespołu doradczego Ministra Nauki i Szkolnictwa Wyższego w ramach programu „Doskonała nauka”. Członek Polskiej Komisji Akredytacyjnej w latach 2020-2023 powołana przez Ministra Nauki i Szkolnictwa Wyższego. Członek międzynarodowych i krajowych organizacji i stowarzyszeń: European Woman Rectors Assosciation (EWORA), Prezes Zarządu oddziału w Dąbrowie Górniczej Towarzystwa Naukowego Organizacji i Kierownictwa. Autorka i organizatorka cyklicznego międzynarodowego projektu Innowacje i Przedsiębiorczość. Teoria i praktyka. Członek Rady Ekspertów, ekspert Forów Gospodarczych, Światowego Kongresu Klastrów w Dąbrowie Górniczej. Współorganizatorka wydarzeń upowszechniających wiedzę i kulturę m.in.: Festiwal Nauki, promujących kulturę jakości w szkolnictwie wyższym w wymiarze krajowym i międzynarodowym m.in. cykliczne Akademickie Forum Jakości. Współtwórca szkoły naukowej i Instytutu Studiów nad Współpracą Terytorialną i Międzyorganizacyjną. Członek Academy of Management. Członek American Marketing Association.

## Odznaczenia
- Złoty Krzyż Zasługi (2016)[7]
- Srebrny Krzyż Zasługi (2011)[8]
- Brązowy Krzyż Zasługi (2007)[9]